# 2011년 독일 슈퍼박테리아 확산

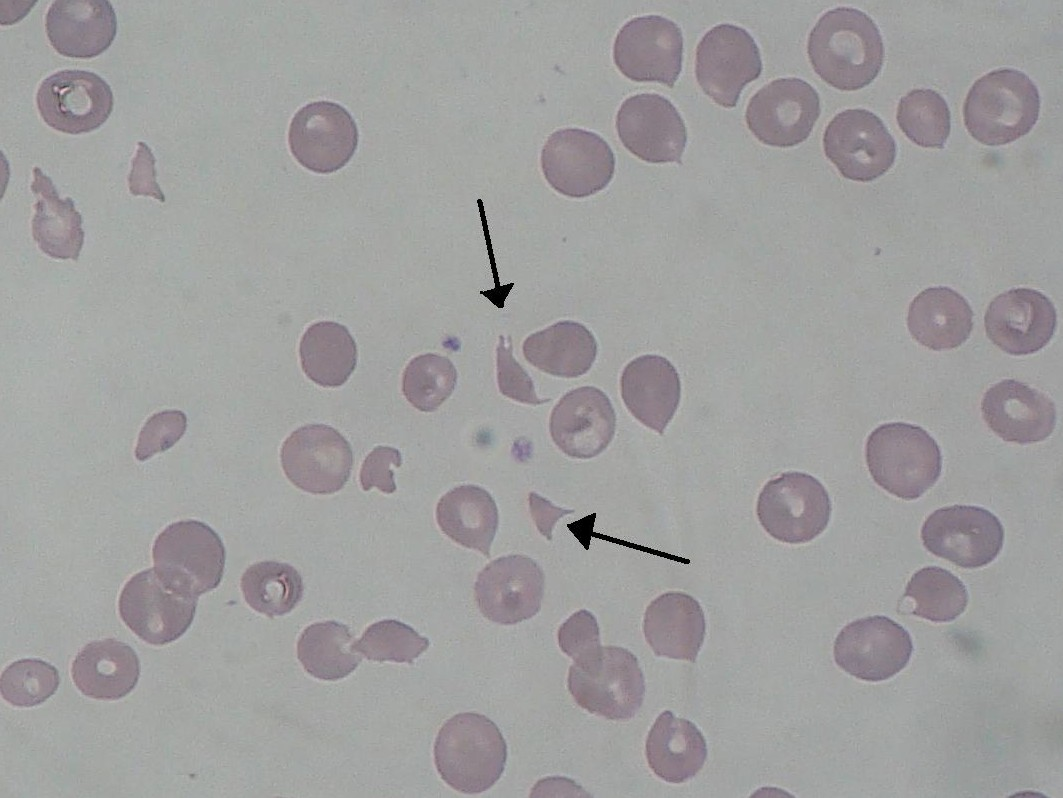

2011년 독일 슈퍼박테리아 확산은 2011년에 독일에서 '슈퍼박테리아'로 불리는 장출혈성대장균이 확산되고 있는 사건을 말한다. 2011년 6월 15일 현재 사망자는 모두 36명이다. 그리고 5월 31일 독일을 여행한 스웨덴 여성도 사망한 것으로 확인되었다. 원인은 현재 확실히 밝혀지지 않았으며, 한때 스페인산 오이가 이 사건의 원인으로 지목되기도 하였으나, 스페인의 로사 아길라 농무장관이 원인이 아니라고 주장하였고, 확인 결과 스페인산 오이가 원인이 아닌 것으로 밝혀졌다.
한편 이 사건으로 유럽의 각국 정부들은 독일이나 스페인 등에서 채소를 수입하는 것을 금지하였다.

## 사건 경과
현재까지 정확한 원인은 확실하지 않으며, 스페인산 오이가 원인이 아닌 것으로 밝혀진 이후 6월 5일 독일산 새싹 채소가 원인으로 지목되었으나 확실치 않다. 이 사건 원인을 놓고 현재 외교분쟁화 되고 있다.